# Pierre Clastres
Pierre Clastres (París, 1934 — 1977), antropòleg i etnòleg francès.
Va ser director d'investigacions al Centre National de la Recherche Scientifique (CNRS) de París, i membre del Laboratoire d'Anthropologie Sociale do Collège de France. Adheria a la ideologia anarquista i va tenir una activa participació en els successos coneguts com el Maig francès. Va realitzar investigacions de camp a Sud-amèrica entre els indis guayaki o aché, els guaranís i els Yanomami.
Durant la seva vida va publicar un llibre titulat La societat contra l'Estat. La seva mort prematura, en un accident automobilistic l'any 1977, va interrompre la redacció d'articles que més tard van ser publicats en el llibre Investigacions d'antropologia política.
A l'article titulat «Arqueologia de la violència: la guerra a les societats primitives», Clastres estudia el caràcter estructural i polític de l'activitat bèl·lica i la seva lògica centrífuga de dispersió de la societat primitiva, refractaria a qualsevol tipus de divisió social i d'acumulació de poder. Una de les seves principals contribucions a l'antropologia va ser la seva crítica a la visió evolucionista segons la qual les societats estatals o jeràrquiques són més desenvolupades que el tipus de societats a les quals irònicament crida «societats primitives».
Clastres defineix les societats primitives com aquelles que rebutgen l'aparició d'un òrgan de poder separat de la societat, societats «sense Estat. Sense fe, sense llei, ni rei». Clastres es va proposar demostrar la falsedat de la idea que totes les societats necessàriament evolucionin des d'un sistema tribal, comunista i igualitari a sistemes jeràrquics i finalment a sistemes estatals.
Va ser crític amb el marxisme i l'antropologia econòmica en general argumentant que a les societats primitives existeix un predomini de l'esfera política per sobre l'econòmica. Probablement la seva aportació teòrica més important va ser la creació de la categoria analítica de deute.
Per a Clastres les societats primitives imposen un deute permanent al líder o cap tribal, de manera tal que li és impossible transformar el seu prestigi en poder separat de la societat. Quan sorgeix l'Estat es produeix una inversió del deute mitjançant la qual les societats estatals afirmen que el poble es troba permanentment en deute amb els seus sobirans. Segons les seves investigacions, les societats no jeràrquiques posseeixen mecanismes culturals que impedeixen activament l'aparició de figures de poder, sigui aïllant els possibles candidats a cap, sigui descartant completament el comandament i creant en canvi caps amb poder d'aconsellar, amb autoritat limitada a activitats rituals o a parlar en nom d'una llei ancestral inalterable.
No es produeix en tal cas cap evolució cap a l'Estat, sinó la reproducció de les formes igualitàries i un moviment centrífug de la societat contra la jerarquització i la centralització, una guerra contra l'estatització.
Parafrasejant Karl Marx i ironitzant respecte a l'aplicació universal de les «lleis de la història» Clastres va escriure: «La història dels pobles que tenen una Història és la història de la lluita de classes. La història dels pobles sense Història és, direm amb la mateixa veritat, la història de la seva lluita contra l'Estat».